# Gyula Krúdy
Gyula Krúdy (ur. 21 października 1878, zm. 12 maja 1933) – węgierski pisarz i publicysta.
Gyula Krúdy urodził się w węgierskiej Nyíregyházie. Jego ojciec był prawnikiem, a matka służącą, zatrudnioną przez arystokratyczną rodzinę Krúdyich. Jego rodzice pobrali się, gdy ich syn był już dojrzały – miał 17 lat.
Jako nastolatek Krúdy publikował artykuły w gazetach i zaczął pisać krótkie opowiadania. Ojciec chciał, by został prawnikiem, Gyula rozpoczął pracę w gazecie, a po paru latach przeniósł się do Budapesztu. Choć wydziedziczony, dzięki wydaniu dwóch zbiorów opowiadań, zdołał utrzymać żonę (również pisarkę) i dzieci. Jego Młodość Sindbada, opublikowana w 1911, okazała się sukcesem, a Krudy wracał do tej postaci wielokrotnie.
Mimo że jego powieści o Budapeszcie były popularne podczas I wojny światowej i rewolucji węgierskiej, z powodu licznych pijatyk, hazardu oraz przygodnych romansów miał problemy finansowe. Wkrótce jego pierwsze małżeństwo rozpadło się. Pod koniec lat 20. i na początku 30. podupadł poważnie na zdrowiu, zaniedbując pracę twórczą.
Po śmierci autora, jego twórczość uległa zapomnieniu. Dopiero w 1940 Sándor Márai wydał książkę Sindbad powraca do domu (węg. Szindbád hazamegy), literackie sprawozdanie z ostatniego dnia Krúdyego. Sukces powieści przywrócił dzieła Krúdyego pamięci węgierskich czytelników.
W swojej twórczości łączył jawę ze snem, tworząc słodko-gorzki klimat przemijającej epoki. Na gruncie polskim może być porównany z Brunonem Schulzem.

## Dzieła
- Üres a fészek (1897)
- Az aranybánya (1900)
- A podolini kísértet (1906)
- Szindbád ifjúsága és utazásai (1911)
- Francia kastély (1912)
- A vörös postakocsi (1913)
- Palotai álmok (1914)
- Szindbád: A feltámadás (1915)
- Aranykéz utcai szép napok (1916)
- Őszi utazások a vörös postakocsin (1917)
- Napraforgó (1918)
- Asszonyságok díja (1919)
- N. N. (1920)
- Mit látott Vak Béla szerelemben és bánatban (1921)
- Nagy kópé (1921)
- Hét bagoly (1922)
- Az utitárs (1922)
- Valakit elvisz az ördög (1928)
- Boldogult úrfikoromban (1930)
- Az élet álom (1931)
- A kékszalag hőse (1931)
- A tiszaeszlári Solymosi Eszter (1931)
- Purgatórium (1933)
- Rezeda Kázmér szép élete (1933)